# Dinastia di Gorm
La dinastia di Gorm, (o di Harthacnut, dei Knýtlinga o di Jelling) governò stabilmente la Danimarca tra il X secolo e la prima metà del XII secolo, estendendosi su diversi regni affacciati sul Mare del Nord. Essa deve il suo nome a Gorm il Vecchio ed è nota soprattutto per includere Sweyn Barbaforcuta e Canuto il Grande. 
Altri nomi di questa dinastia sono casa dei Knýtlinga ("i figli Knútr", di Canuto), casa di Harthacnut e casa di Jelling, attualmente piccola cittadina danese ma importante sito archeologico, contenente tumuli reali e pietre runiche fondamentali per la ricostruzione della storia della Danimarca.
La dinastia si estinse con la morte di Canuto "l'Ardito" nel 1042. Persi i domini oltremare, il regno di Danimarca passò al cugino Sweyn Estridson, dando origine alla dinastia degli Estridsen.

## Ricostruzione storica

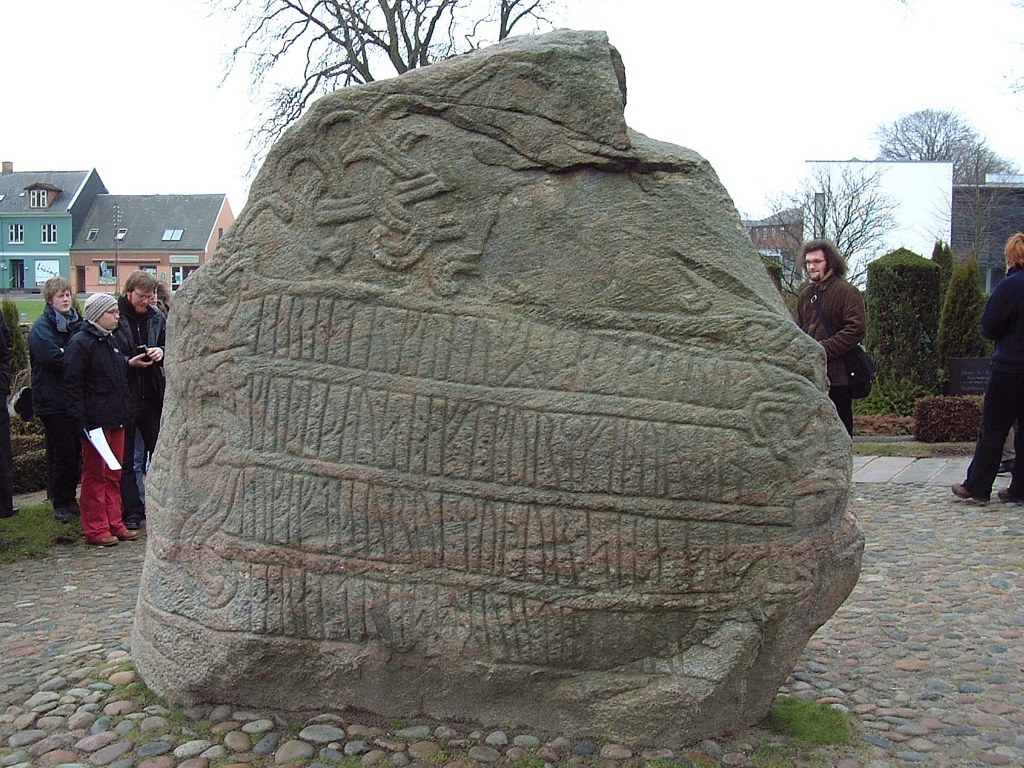
pietra di Gorm, Jelling.

Dei primi membri di tale dinastia le notizie sono alquanto scarne. Uno degli scritti coevi più importanti è il Gesta Hammaburgensis Ecclesiae Pontificum di Adamo di Brema, il quale riporta re Sweyn Estridsson come sua fonte, ed è l'unica fonte primaria che menziona esplicitamente Harthacnut, padre di Gorm.
Il supposto padre di Harthacnut, secondo la saga Ragnarssona þáttr, era Sigurd Serpente nell'Occhio (Sigurðr ormr í auga), quindi si potrebbe intendere la dinastia di Gorm come un ramo della dinastia di Munsö.
Alle informazioni dei primi regnanti pervenute tramite Adamo da Brema si aggiungono quelle presenti nella Vita Ansgarii di san Rimberto, gli scritti di Oscar di Brema, le Gesta Danorum di Saxo Grammaticus, la Cronaca anglosassone, nonché quelle ricavabili dalle saghe norrene, come la Knýtlinga saga, la Saga di Hervör e il Ragnarssona þáttr, con tutte le dovute cautele dato il loro carattere mitologico. Una menzione a parte necessitano le iscrizioni su alcune pietre runiche, in particolare quelle di Jelling che, per quanto laconiche, costituiscono una testimonianza con una attendibilità ben superiore alle saghe norrene.

## Albero genealogico
|                             |                             |                             |                             |                                                                                        |                                                                                        |                                                                                        |                                                                                        |                                                                                        |                                                                                        |                                                              |                                                              |                                                                            |                                                                            |                                                                            |                                                                            |                                                                            |                                                                            |                                                       |                                                       | Harthacnut re di Danimarca                            |                                                       |                                   |                                   |                                     |                                     |                                                            |                                                            |                                                                    |                                                                    |                                                                    |                                                                    |                                                                    |                                                                    |                                                 |                                                 |                                                          |                                                          |                                                          |                                                          |                                                          |                                                          |                      |                      |                           |                           |                           |                           |                                 |                                 |                                 |                                 |                                 |                                 |  |  |  |  |  |  |  |  |  |  |  |  |  |  |  |  |  |  |  |  |  |  |  |  |  |  |
|                             |                             |                             |                             |                                                                                        |                                                                                        |                                                                                        |                                                                                        |                                                                                        |                                                                                        |                                                              |                                                              |                                                                            |                                                                            |                                                                            |                                                                            |                                                                            |                                                                            |                                                       |                                                       |                                                       |                                                       |                                   |                                   |                                     |                                     |                                                            |                                                            |                                                                    |                                                                    |                                                                    |                                                                    |                                                                    |                                                                    |                                                 |                                                 |                                                          |                                                          |                                                          |                                                          |                                                          |                                                          |                      |                      |                           |                           |                           |                           |                                 |                                 |                                 |                                 |                                 |                                 |  |  |  |  |  |  |  |  |  |  |  |  |  |  |  |  |  |  |  |  |  |  |  |  |  |  |
|                             |                             |                             |                             |                                                                                        |                                                                                        | Thyra                                                                                  | Thyra                                                                                  | Thyra                                                                                  | Thyra                                                                                  | Thyra                                                        | Thyra                                                        |                                                                            |                                                                            |                                                                            |                                                                            |                                                                            |                                                                            |                                                       |                                                       | Gorm "il Vecchio" re di Danimarca                     | Gorm "il Vecchio" re di Danimarca                     | Gorm "il Vecchio" re di Danimarca | Gorm "il Vecchio" re di Danimarca | Gorm "il Vecchio" re di Danimarca   | Gorm "il Vecchio" re di Danimarca   |                                                            |                                                            |                                                                    |                                                                    |                                                                    |                                                                    |                                                                    |                                                                    |                                                 |                                                 | nome ignoto                                              | nome ignoto                                              | nome ignoto                                              | nome ignoto                                              | nome ignoto                                              | nome ignoto                                              |                      |                      |                           |                           |                           |                           |                                 |                                 |                                 |                                 |                                 |                                 |  |  |  |  |  |  |  |  |  |  |  |  |  |  |  |  |  |  |  |  |  |  |  |  |  |  |
|                             |                             |                             |                             |                                                                                        |                                                                                        | Thyra                                                                                  | Thyra                                                                                  | Thyra                                                                                  | Thyra                                                                                  | Thyra                                                        | Thyra                                                        |                                                                            |                                                                            |                                                                            |                                                                            |                                                                            |                                                                            |                                                       |                                                       | Gorm "il Vecchio" re di Danimarca                     | Gorm "il Vecchio" re di Danimarca                     | Gorm "il Vecchio" re di Danimarca | Gorm "il Vecchio" re di Danimarca | Gorm "il Vecchio" re di Danimarca   | Gorm "il Vecchio" re di Danimarca   |                                                            |                                                            |                                                                    |                                                                    |                                                                    |                                                                    |                                                                    |                                                                    |                                                 |                                                 | nome ignoto                                              | nome ignoto                                              | nome ignoto                                              | nome ignoto                                              | nome ignoto                                              | nome ignoto                                              |                      |                      |                           |                           |                           |                           |                                 |                                 |                                 |                                 |                                 |                                 |  |  |  |  |  |  |  |  |  |  |  |  |  |  |  |  |  |  |  |  |  |  |  |  |  |  |
|                             |                             |                             |                             |                                                                                        |                                                                                        |                                                                                        |                                                                                        |                                                                                        |                                                                                        |                                                              |                                                              |                                                                            |                                                                            |                                                                            |                                                                            |                                                                            |                                                                            |                                                       |                                                       |                                                       |                                                       |                                   |                                   |                                     |                                     |                                                            |                                                            |                                                                    |                                                                    |                                                                    |                                                                    |                                                                    |                                                                    |                                                 |                                                 |                                                          |                                                          |                                                          |                                                          |                                                          |                                                          |                      |                      |                           |                           |                           |                           |                                 |                                 |                                 |                                 |                                 |                                 |  |  |  |  |  |  |  |  |  |  |  |  |  |  |  |  |  |  |  |  |  |  |  |  |  |  |
|                             |                             |                             |                             |                                                                                        |                                                                                        |                                                                                        |                                                                                        |                                                                                        |                                                                                        |                                                              |                                                              |                                                                            |                                                                            |                                                                            |                                                                            |                                                                            |                                                                            |                                                       |                                                       |                                                       |                                                       |                                   |                                   |                                     |                                     |                                                            |                                                            |                                                                    |                                                                    |                                                                    |                                                                    |                                                                    |                                                                    |                                                 |                                                 |                                                          |                                                          |                                                          |                                                          |                                                          |                                                          |                      |                      |                           |                           |                           |                           |                                 |                                 |                                 |                                 |                                 |                                 |  |  |  |  |  |  |  |  |  |  |  |  |  |  |  |  |  |  |  |  |  |  |  |  |  |  |
| Toke Gormsson               | Toke Gormsson               | Toke Gormsson               | Toke Gormsson               | Toke Gormsson                                                                          | Toke Gormsson                                                                          |                                                                                        |                                                                                        | Knut Gormsson                                                                          | Knut Gormsson                                                                          | Knut Gormsson                                                | Knut Gormsson                                                | Knut Gormsson                                                              | Knut Gormsson                                                              |                                                                            |                                                                            | Gunnhild di Norvegia in sposa a Erik "il Sanguinario"                      | Gunnhild di Norvegia in sposa a Erik "il Sanguinario"                      | Gunnhild di Norvegia in sposa a Erik "il Sanguinario" | Gunnhild di Norvegia in sposa a Erik "il Sanguinario" | Gunnhild di Norvegia in sposa a Erik "il Sanguinario" | Gunnhild di Norvegia in sposa a Erik "il Sanguinario" |                                   |                                   |                                     |                                     | Astrid in sposa a Philippus Sigefrid Wiffen Jarl di Aarhus | Astrid in sposa a Philippus Sigefrid Wiffen Jarl di Aarhus | Astrid in sposa a Philippus Sigefrid Wiffen Jarl di Aarhus         | Astrid in sposa a Philippus Sigefrid Wiffen Jarl di Aarhus         | Astrid in sposa a Philippus Sigefrid Wiffen Jarl di Aarhus         | Astrid in sposa a Philippus Sigefrid Wiffen Jarl di Aarhus         |                                                                    |                                                                    |                                                 |                                                 | Strút-Harald Jarl di Jomsborg                            | Strút-Harald Jarl di Jomsborg                            | Strút-Harald Jarl di Jomsborg                            | Strút-Harald Jarl di Jomsborg                            | Strút-Harald Jarl di Jomsborg                            | Strút-Harald Jarl di Jomsborg                            |                      |                      |                           |                           |                           |                           |                                 |                                 |                                 |                                 |                                 |                                 |  |  |  |  |  |  |  |  |  |  |  |  |  |  |  |  |  |  |  |  |  |  |  |  |  |  |
| Toke Gormsson               | Toke Gormsson               | Toke Gormsson               | Toke Gormsson               | Toke Gormsson                                                                          | Toke Gormsson                                                                          |                                                                                        |                                                                                        | Knut Gormsson                                                                          | Knut Gormsson                                                                          | Knut Gormsson                                                | Knut Gormsson                                                | Knut Gormsson                                                              | Knut Gormsson                                                              |                                                                            |                                                                            | Gunnhild di Norvegia in sposa a Erik "il Sanguinario"                      | Gunnhild di Norvegia in sposa a Erik "il Sanguinario"                      | Gunnhild di Norvegia in sposa a Erik "il Sanguinario" | Gunnhild di Norvegia in sposa a Erik "il Sanguinario" | Gunnhild di Norvegia in sposa a Erik "il Sanguinario" | Gunnhild di Norvegia in sposa a Erik "il Sanguinario" |                                   |                                   |                                     |                                     | Astrid in sposa a Philippus Sigefrid Wiffen Jarl di Aarhus | Astrid in sposa a Philippus Sigefrid Wiffen Jarl di Aarhus | Astrid in sposa a Philippus Sigefrid Wiffen Jarl di Aarhus         | Astrid in sposa a Philippus Sigefrid Wiffen Jarl di Aarhus         | Astrid in sposa a Philippus Sigefrid Wiffen Jarl di Aarhus         | Astrid in sposa a Philippus Sigefrid Wiffen Jarl di Aarhus         |                                                                    |                                                                    |                                                 |                                                 | Strút-Harald Jarl di Jomsborg                            | Strút-Harald Jarl di Jomsborg                            | Strút-Harald Jarl di Jomsborg                            | Strút-Harald Jarl di Jomsborg                            | Strút-Harald Jarl di Jomsborg                            | Strút-Harald Jarl di Jomsborg                            |                      |                      |                           |                           |                           |                           |                                 |                                 |                                 |                                 |                                 |                                 |  |  |  |  |  |  |  |  |  |  |  |  |  |  |  |  |  |  |  |  |  |  |  |  |  |  |
|                             |                             |                             |                             |                                                                                        |                                                                                        |                                                                                        |                                                                                        |                                                                                        |                                                                                        |                                                              |                                                              |                                                                            |                                                                            |                                                                            |                                                                            |                                                                            |                                                                            |                                                       |                                                       |                                                       |                                                       |                                   |                                   |                                     |                                     |                                                            |                                                            |                                                                    |                                                                    |                                                                    |                                                                    |                                                                    |                                                                    |                                                 |                                                 |                                                          |                                                          |                                                          |                                                          |                                                          |                                                          |                      |                      |                           |                           |                           |                           |                                 |                                 |                                 |                                 |                                 |                                 |  |  |  |  |  |  |  |  |  |  |  |  |  |  |  |  |  |  |  |  |  |  |  |  |  |  |
|                             |                             |                             |                             | Gyrid Olafsdötter figlia del re svedese Olof Björnsson                                 | Gyrid Olafsdötter figlia del re svedese Olof Björnsson                                 | Gyrid Olafsdötter figlia del re svedese Olof Björnsson                                 | Gyrid Olafsdötter figlia del re svedese Olof Björnsson                                 | Gyrid Olafsdötter figlia del re svedese Olof Björnsson                                 | Gyrid Olafsdötter figlia del re svedese Olof Björnsson                                 |                                                              |                                                              | Aroldo "Denteazzurro" re di Danimarca e di Norvegia                        | Aroldo "Denteazzurro" re di Danimarca e di Norvegia                        | Aroldo "Denteazzurro" re di Danimarca e di Norvegia                        | Aroldo "Denteazzurro" re di Danimarca e di Norvegia                        | Aroldo "Denteazzurro" re di Danimarca e di Norvegia                        | Aroldo "Denteazzurro" re di Danimarca e di Norvegia                        |                                                       |                                                       | Tova degli Obodriti                                   | Tova degli Obodriti                                   | Tova degli Obodriti               | Tova degli Obodriti               | Tova degli Obodriti                 | Tova degli Obodriti                 |                                                            |                                                            | Sigvaldi Strut-Haraldsson                                          | Sigvaldi Strut-Haraldsson                                          | Sigvaldi Strut-Haraldsson                                          | Sigvaldi Strut-Haraldsson                                          | Sigvaldi Strut-Haraldsson                                          | Sigvaldi Strut-Haraldsson                                          |                                                 |                                                 | Thorkell l'Alto                                          | Thorkell l'Alto                                          | Thorkell l'Alto                                          | Thorkell l'Alto                                          | Thorkell l'Alto                                          | Thorkell l'Alto                                          |                      |                      | Hemming Strut-Haraldsson  | Hemming Strut-Haraldsson  | Hemming Strut-Haraldsson  | Hemming Strut-Haraldsson  | Hemming Strut-Haraldsson        | Hemming Strut-Haraldsson        |                                 |                                 |                                 |                                 |  |  |  |  |  |  |  |  |  |  |  |  |  |  |  |  |  |  |  |  |  |  |  |  |  |  |
|                             |                             |                             |                             | Gyrid Olafsdötter figlia del re svedese Olof Björnsson                                 | Gyrid Olafsdötter figlia del re svedese Olof Björnsson                                 | Gyrid Olafsdötter figlia del re svedese Olof Björnsson                                 | Gyrid Olafsdötter figlia del re svedese Olof Björnsson                                 | Gyrid Olafsdötter figlia del re svedese Olof Björnsson                                 | Gyrid Olafsdötter figlia del re svedese Olof Björnsson                                 |                                                              |                                                              | Aroldo "Denteazzurro" re di Danimarca e di Norvegia                        | Aroldo "Denteazzurro" re di Danimarca e di Norvegia                        | Aroldo "Denteazzurro" re di Danimarca e di Norvegia                        | Aroldo "Denteazzurro" re di Danimarca e di Norvegia                        | Aroldo "Denteazzurro" re di Danimarca e di Norvegia                        | Aroldo "Denteazzurro" re di Danimarca e di Norvegia                        |                                                       |                                                       | Tova degli Obodriti                                   | Tova degli Obodriti                                   | Tova degli Obodriti               | Tova degli Obodriti               | Tova degli Obodriti                 | Tova degli Obodriti                 |                                                            |                                                            | Sigvaldi Strut-Haraldsson                                          | Sigvaldi Strut-Haraldsson                                          | Sigvaldi Strut-Haraldsson                                          | Sigvaldi Strut-Haraldsson                                          | Sigvaldi Strut-Haraldsson                                          | Sigvaldi Strut-Haraldsson                                          |                                                 |                                                 | Thorkell l'Alto                                          | Thorkell l'Alto                                          | Thorkell l'Alto                                          | Thorkell l'Alto                                          | Thorkell l'Alto                                          | Thorkell l'Alto                                          |                      |                      | Hemming Strut-Haraldsson  | Hemming Strut-Haraldsson  | Hemming Strut-Haraldsson  | Hemming Strut-Haraldsson  | Hemming Strut-Haraldsson        | Hemming Strut-Haraldsson        |                                 |                                 |                                 |                                 |  |  |  |  |  |  |  |  |  |  |  |  |  |  |  |  |  |  |  |  |  |  |  |  |  |  |
|                             |                             |                             |                             |                                                                                        |                                                                                        |                                                                                        |                                                                                        |                                                                                        |                                                                                        |                                                              |                                                              |                                                                            |                                                                            |                                                                            |                                                                            |                                                                            |                                                                            |                                                       |                                                       |                                                       |                                                       |                                   |                                   |                                     |                                     |                                                            |                                                            |                                                                    |                                                                    |                                                                    |                                                                    |                                                                    |                                                                    |                                                 |                                                 |                                                          |                                                          |                                                          |                                                          |                                                          |                                                          |                      |                      |                           |                           |                           |                           |                                 |                                 |                                 |                                 |                                 |                                 |  |  |  |  |  |  |  |  |  |  |  |  |  |  |  |  |  |  |  |  |  |  |  |  |  |  |
|                             |                             |                             |                             |                                                                                        |                                                                                        |                                                                                        |                                                                                        |                                                                                        |                                                                                        |                                                              |                                                              |                                                                            |                                                                            |                                                                            |                                                                            |                                                                            |                                                                            |                                                       |                                                       |                                                       |                                                       |                                   |                                   |                                     |                                     |                                                            |                                                            |                                                                    |                                                                    |                                                                    |                                                                    |                                                                    |                                                                    |                                                 |                                                 |                                                          |                                                          |                                                          |                                                          |                                                          |                                                          |                      |                      |                           |                           |                           |                           |                                 |                                 |                                 |                                 |                                 |                                 |  |  |  |  |  |  |  |  |  |  |  |  |  |  |  |  |  |  |  |  |  |  |  |  |  |  |
|                             |                             |                             |                             | Tyri di Danimarca in sposa a Styrbjörn "il Forte" di Svezia e poi a Olaf I di Norvegia | Tyri di Danimarca in sposa a Styrbjörn "il Forte" di Svezia e poi a Olaf I di Norvegia | Tyri di Danimarca in sposa a Styrbjörn "il Forte" di Svezia e poi a Olaf I di Norvegia | Tyri di Danimarca in sposa a Styrbjörn "il Forte" di Svezia e poi a Olaf I di Norvegia | Tyri di Danimarca in sposa a Styrbjörn "il Forte" di Svezia e poi a Olaf I di Norvegia | Tyri di Danimarca in sposa a Styrbjörn "il Forte" di Svezia e poi a Olaf I di Norvegia |                                                              |                                                              | Gunhilde Haraldsdötter in sposa a Pallig Tokesen, ealdorman del Devonshire | Gunhilde Haraldsdötter in sposa a Pallig Tokesen, ealdorman del Devonshire | Gunhilde Haraldsdötter in sposa a Pallig Tokesen, ealdorman del Devonshire | Gunhilde Haraldsdötter in sposa a Pallig Tokesen, ealdorman del Devonshire | Gunhilde Haraldsdötter in sposa a Pallig Tokesen, ealdorman del Devonshire | Gunhilde Haraldsdötter in sposa a Pallig Tokesen, ealdorman del Devonshire |                                                       |                                                       | Haakon Haraldsson                                     | Haakon Haraldsson                                     | Haakon Haraldsson                 | Haakon Haraldsson                 | Haakon Haraldsson                   | Haakon Haraldsson                   |                                                            |                                                            | altri figli                                                        | altri figli                                                        | altri figli                                                        | altri figli                                                        | altri figli                                                        | altri figli                                                        |                                                 |                                                 |                                                          |                                                          |                                                          |                                                          |                                                          |                                                          |                      |                      |                           |                           |                           |                           |                                 |                                 |                                 |                                 |                                 |                                 |  |  |  |  |  |  |  |  |  |  |  |  |  |  |  |  |  |  |  |  |  |  |  |  |  |  |
|                             |                             |                             |                             | Tyri di Danimarca in sposa a Styrbjörn "il Forte" di Svezia e poi a Olaf I di Norvegia | Tyri di Danimarca in sposa a Styrbjörn "il Forte" di Svezia e poi a Olaf I di Norvegia | Tyri di Danimarca in sposa a Styrbjörn "il Forte" di Svezia e poi a Olaf I di Norvegia | Tyri di Danimarca in sposa a Styrbjörn "il Forte" di Svezia e poi a Olaf I di Norvegia | Tyri di Danimarca in sposa a Styrbjörn "il Forte" di Svezia e poi a Olaf I di Norvegia | Tyri di Danimarca in sposa a Styrbjörn "il Forte" di Svezia e poi a Olaf I di Norvegia |                                                              |                                                              | Gunhilde Haraldsdötter in sposa a Pallig Tokesen, ealdorman del Devonshire | Gunhilde Haraldsdötter in sposa a Pallig Tokesen, ealdorman del Devonshire | Gunhilde Haraldsdötter in sposa a Pallig Tokesen, ealdorman del Devonshire | Gunhilde Haraldsdötter in sposa a Pallig Tokesen, ealdorman del Devonshire | Gunhilde Haraldsdötter in sposa a Pallig Tokesen, ealdorman del Devonshire | Gunhilde Haraldsdötter in sposa a Pallig Tokesen, ealdorman del Devonshire |                                                       |                                                       | Haakon Haraldsson                                     | Haakon Haraldsson                                     | Haakon Haraldsson                 | Haakon Haraldsson                 | Haakon Haraldsson                   | Haakon Haraldsson                   |                                                            |                                                            | altri figli                                                        | altri figli                                                        | altri figli                                                        | altri figli                                                        | altri figli                                                        | altri figli                                                        |                                                 |                                                 |                                                          |                                                          |                                                          |                                                          |                                                          |                                                          |                      |                      |                           |                           |                           |                           |                                 |                                 |                                 |                                 |                                 |                                 |  |  |  |  |  |  |  |  |  |  |  |  |  |  |  |  |  |  |  |  |  |  |  |  |  |  |
| Gunhild di Venedia          | Gunhild di Venedia          | Gunhild di Venedia          | Gunhild di Venedia          | Gunhild di Venedia                                                                     | Gunhild di Venedia                                                                     |                                                                                        |                                                                                        | Sweyn "Barbaforcuta" re di Danimarca, Norvegia e Inghilterra                           | Sweyn "Barbaforcuta" re di Danimarca, Norvegia e Inghilterra                           | Sweyn "Barbaforcuta" re di Danimarca, Norvegia e Inghilterra | Sweyn "Barbaforcuta" re di Danimarca, Norvegia e Inghilterra | Sweyn "Barbaforcuta" re di Danimarca, Norvegia e Inghilterra               | Sweyn "Barbaforcuta" re di Danimarca, Norvegia e Inghilterra               |                                                                            |                                                                            | Sigrid "la Superba"                                                        | Sigrid "la Superba"                                                        | Sigrid "la Superba"                                   | Sigrid "la Superba"                                   | Sigrid "la Superba"                                   | Sigrid "la Superba"                                   |                                   |                                   |                                     |                                     |                                                            |                                                            |                                                                    |                                                                    |                                                                    |                                                                    |                                                                    |                                                                    |                                                 |                                                 |                                                          |                                                          |                                                          |                                                          |                                                          |                                                          |                      |                      |                           |                           |                           |                           |                                 |                                 |                                 |                                 |                                 |                                 |  |  |  |  |  |  |  |  |  |  |  |  |  |  |  |  |  |  |  |  |  |  |  |  |  |  |
| Gunhild di Venedia          | Gunhild di Venedia          | Gunhild di Venedia          | Gunhild di Venedia          | Gunhild di Venedia                                                                     | Gunhild di Venedia                                                                     |                                                                                        |                                                                                        | Sweyn "Barbaforcuta" re di Danimarca, Norvegia e Inghilterra                           | Sweyn "Barbaforcuta" re di Danimarca, Norvegia e Inghilterra                           | Sweyn "Barbaforcuta" re di Danimarca, Norvegia e Inghilterra | Sweyn "Barbaforcuta" re di Danimarca, Norvegia e Inghilterra | Sweyn "Barbaforcuta" re di Danimarca, Norvegia e Inghilterra               | Sweyn "Barbaforcuta" re di Danimarca, Norvegia e Inghilterra               |                                                                            |                                                                            | Sigrid "la Superba"                                                        | Sigrid "la Superba"                                                        | Sigrid "la Superba"                                   | Sigrid "la Superba"                                   | Sigrid "la Superba"                                   | Sigrid "la Superba"                                   |                                   |                                   |                                     |                                     |                                                            |                                                            |                                                                    |                                                                    |                                                                    |                                                                    |                                                                    |                                                                    |                                                 |                                                 |                                                          |                                                          |                                                          |                                                          |                                                          |                                                          |                      |                      |                           |                           |                           |                           |                                 |                                 |                                 |                                 |                                 |                                 |  |  |  |  |  |  |  |  |  |  |  |  |  |  |  |  |  |  |  |  |  |  |  |  |  |  |
|                             |                             |                             |                             |                                                                                        |                                                                                        |                                                                                        |                                                                                        |                                                                                        |                                                                                        |                                                              |                                                              |                                                                            |                                                                            |                                                                            |                                                                            |                                                                            |                                                                            |                                                       |                                                       |                                                       |                                                       |                                   |                                   |                                     |                                     |                                                            |                                                            |                                                                    |                                                                    |                                                                    |                                                                    |                                                                    |                                                                    |                                                 |                                                 |                                                          |                                                          |                                                          |                                                          |                                                          |                                                          |                      |                      |                           |                           |                           |                           |                                 |                                 |                                 |                                 |                                 |                                 |  |  |  |  |  |  |  |  |  |  |  |  |  |  |  |  |  |  |  |  |  |  |  |  |  |  |
|                             |                             |                             |                             |                                                                                        |                                                                                        |                                                                                        |                                                                                        |                                                                                        |                                                                                        |                                                              |                                                              |                                                                            |                                                                            |                                                                            |                                                                            |                                                                            |                                                                            |                                                       |                                                       |                                                       |                                                       |                                   |                                   |                                     |                                     |                                                            |                                                            |                                                                    |                                                                    |                                                                    |                                                                    |                                                                    |                                                                    |                                                 |                                                 |                                                          |                                                          |                                                          |                                                          |                                                          |                                                          |                      |                      |                           |                           |                           |                           |                                 |                                 |                                 |                                 |                                 |                                 |  |  |  |  |  |  |  |  |  |  |  |  |  |  |  |  |  |  |  |  |  |  |  |  |  |  |
|                             |                             |                             |                             | Aroldo II re di Danimarca                                                              | Aroldo II re di Danimarca                                                              | Aroldo II re di Danimarca                                                              | Aroldo II re di Danimarca                                                              | Aroldo II re di Danimarca                                                              | Aroldo II re di Danimarca                                                              |                                                              |                                                              | altri figli                                                                | altri figli                                                                | altri figli                                                                | altri figli                                                                | altri figli                                                                | altri figli                                                                |                                                       |                                                       | Ælfgifu di Northampton                                | Ælfgifu di Northampton                                | Ælfgifu di Northampton            | Ælfgifu di Northampton            | Ælfgifu di Northampton              | Ælfgifu di Northampton              |                                                            |                                                            | Canuto "il Grande" re di Danimarca, Inghilterra, Svezia e Norvegia | Canuto "il Grande" re di Danimarca, Inghilterra, Svezia e Norvegia | Canuto "il Grande" re di Danimarca, Inghilterra, Svezia e Norvegia | Canuto "il Grande" re di Danimarca, Inghilterra, Svezia e Norvegia | Canuto "il Grande" re di Danimarca, Inghilterra, Svezia e Norvegia | Canuto "il Grande" re di Danimarca, Inghilterra, Svezia e Norvegia |                                                 |                                                 | Emma di Normandia già vedova di Etelredo "l'Impreparato" | Emma di Normandia già vedova di Etelredo "l'Impreparato" | Emma di Normandia già vedova di Etelredo "l'Impreparato" | Emma di Normandia già vedova di Etelredo "l'Impreparato" | Emma di Normandia già vedova di Etelredo "l'Impreparato" | Emma di Normandia già vedova di Etelredo "l'Impreparato" |                      |                      |                           |                           |                           |                           |                                 |                                 |                                 |                                 |                                 |                                 |  |  |  |  |  |  |  |  |  |  |  |  |  |  |  |  |  |  |  |  |  |  |  |  |  |  |
|                             |                             |                             |                             | Aroldo II re di Danimarca                                                              | Aroldo II re di Danimarca                                                              | Aroldo II re di Danimarca                                                              | Aroldo II re di Danimarca                                                              | Aroldo II re di Danimarca                                                              | Aroldo II re di Danimarca                                                              |                                                              |                                                              | altri figli                                                                | altri figli                                                                | altri figli                                                                | altri figli                                                                | altri figli                                                                | altri figli                                                                |                                                       |                                                       | Ælfgifu di Northampton                                | Ælfgifu di Northampton                                | Ælfgifu di Northampton            | Ælfgifu di Northampton            | Ælfgifu di Northampton              | Ælfgifu di Northampton              |                                                            |                                                            | Canuto "il Grande" re di Danimarca, Inghilterra, Svezia e Norvegia | Canuto "il Grande" re di Danimarca, Inghilterra, Svezia e Norvegia | Canuto "il Grande" re di Danimarca, Inghilterra, Svezia e Norvegia | Canuto "il Grande" re di Danimarca, Inghilterra, Svezia e Norvegia | Canuto "il Grande" re di Danimarca, Inghilterra, Svezia e Norvegia | Canuto "il Grande" re di Danimarca, Inghilterra, Svezia e Norvegia |                                                 |                                                 | Emma di Normandia già vedova di Etelredo "l'Impreparato" | Emma di Normandia già vedova di Etelredo "l'Impreparato" | Emma di Normandia già vedova di Etelredo "l'Impreparato" | Emma di Normandia già vedova di Etelredo "l'Impreparato" | Emma di Normandia già vedova di Etelredo "l'Impreparato" | Emma di Normandia già vedova di Etelredo "l'Impreparato" |                      |                      |                           |                           |                           |                           |                                 |                                 |                                 |                                 |                                 |                                 |  |  |  |  |  |  |  |  |  |  |  |  |  |  |  |  |  |  |  |  |  |  |  |  |  |  |
|                             |                             |                             |                             |                                                                                        |                                                                                        |                                                                                        |                                                                                        |                                                                                        |                                                                                        |                                                              |                                                              |                                                                            |                                                                            |                                                                            |                                                                            |                                                                            |                                                                            |                                                       |                                                       |                                                       |                                                       |                                   |                                   |                                     |                                     |                                                            |                                                            |                                                                    |                                                                    |                                                                    |                                                                    |                                                                    |                                                                    |                                                 |                                                 |                                                          |                                                          |                                                          |                                                          |                                                          |                                                          |                      |                      |                           |                           |                           |                           |                                 |                                 |                                 |                                 |                                 |                                 |  |  |  |  |  |  |  |  |  |  |  |  |  |  |  |  |  |  |  |  |  |  |  |  |  |  |
|                             |                             |                             |                             |                                                                                        |                                                                                        |                                                                                        |                                                                                        |                                                                                        |                                                                                        |                                                              |                                                              |                                                                            |                                                                            |                                                                            |                                                                            |                                                                            |                                                                            |                                                       |                                                       |                                                       |                                                       |                                   |                                   |                                     |                                     |                                                            |                                                            |                                                                    |                                                                    |                                                                    |                                                                    |                                                                    |                                                                    |                                                 |                                                 |                                                          |                                                          |                                                          |                                                          |                                                          |                                                          |                      |                      |                           |                           |                           |                           |                                 |                                 |                                 |                                 |                                 |                                 |  |  |  |  |  |  |  |  |  |  |  |  |  |  |  |  |  |  |  |  |  |  |  |  |  |  |
| Ulf Thorgilsson jarl danese | Ulf Thorgilsson jarl danese | Ulf Thorgilsson jarl danese | Ulf Thorgilsson jarl danese | Ulf Thorgilsson jarl danese                                                            | Ulf Thorgilsson jarl danese                                                            |                                                                                        |                                                                                        | Estrid Svendsdatter                                                                    | Estrid Svendsdatter                                                                    | Estrid Svendsdatter                                          | Estrid Svendsdatter                                          | Estrid Svendsdatter                                                        | Estrid Svendsdatter                                                        |                                                                            |                                                                            | Aroldo I re di Inghilterra                                                 | Aroldo I re di Inghilterra                                                 | Aroldo I re di Inghilterra                            | Aroldo I re di Inghilterra                            | Aroldo I re di Inghilterra                            | Aroldo I re di Inghilterra                            |                                   |                                   | Svein di Norvegia re di Inghilterra | Svein di Norvegia re di Inghilterra | Svein di Norvegia re di Inghilterra                        | Svein di Norvegia re di Inghilterra                        | Svein di Norvegia re di Inghilterra                                | Svein di Norvegia re di Inghilterra                                |                                                                    |                                                                    | Canuto "l'Ardito" re di Danimarca e Inghilterra                    | Canuto "l'Ardito" re di Danimarca e Inghilterra                    | Canuto "l'Ardito" re di Danimarca e Inghilterra | Canuto "l'Ardito" re di Danimarca e Inghilterra | Canuto "l'Ardito" re di Danimarca e Inghilterra          | Canuto "l'Ardito" re di Danimarca e Inghilterra          |                                                          |                                                          | Gunilde di Danimarca                                     | Gunilde di Danimarca                                     | Gunilde di Danimarca | Gunilde di Danimarca | Gunilde di Danimarca      | Gunilde di Danimarca      |                           |                           | Enrico III "il Nero" Imperatore | Enrico III "il Nero" Imperatore | Enrico III "il Nero" Imperatore | Enrico III "il Nero" Imperatore | Enrico III "il Nero" Imperatore | Enrico III "il Nero" Imperatore |  |  |  |  |  |  |  |  |  |  |  |  |  |  |  |  |  |  |  |  |  |  |  |  |  |  |
| Ulf Thorgilsson jarl danese | Ulf Thorgilsson jarl danese | Ulf Thorgilsson jarl danese | Ulf Thorgilsson jarl danese | Ulf Thorgilsson jarl danese                                                            | Ulf Thorgilsson jarl danese                                                            |                                                                                        |                                                                                        | Estrid Svendsdatter                                                                    | Estrid Svendsdatter                                                                    | Estrid Svendsdatter                                          | Estrid Svendsdatter                                          | Estrid Svendsdatter                                                        | Estrid Svendsdatter                                                        |                                                                            |                                                                            | Aroldo I re di Inghilterra                                                 | Aroldo I re di Inghilterra                                                 | Aroldo I re di Inghilterra                            | Aroldo I re di Inghilterra                            | Aroldo I re di Inghilterra                            | Aroldo I re di Inghilterra                            |                                   |                                   | Svein di Norvegia re di Inghilterra | Svein di Norvegia re di Inghilterra | Svein di Norvegia re di Inghilterra                        | Svein di Norvegia re di Inghilterra                        | Svein di Norvegia re di Inghilterra                                | Svein di Norvegia re di Inghilterra                                |                                                                    |                                                                    | Canuto "l'Ardito" re di Danimarca e Inghilterra                    | Canuto "l'Ardito" re di Danimarca e Inghilterra                    | Canuto "l'Ardito" re di Danimarca e Inghilterra | Canuto "l'Ardito" re di Danimarca e Inghilterra | Canuto "l'Ardito" re di Danimarca e Inghilterra          | Canuto "l'Ardito" re di Danimarca e Inghilterra          |                                                          |                                                          | Gunilde di Danimarca                                     | Gunilde di Danimarca                                     | Gunilde di Danimarca | Gunilde di Danimarca | Gunilde di Danimarca      | Gunilde di Danimarca      |                           |                           | Enrico III "il Nero" Imperatore | Enrico III "il Nero" Imperatore | Enrico III "il Nero" Imperatore | Enrico III "il Nero" Imperatore | Enrico III "il Nero" Imperatore | Enrico III "il Nero" Imperatore |  |  |  |  |  |  |  |  |  |  |  |  |  |  |  |  |  |  |  |  |  |  |  |  |  |  |
|                             |                             |                             |                             |                                                                                        |                                                                                        |                                                                                        |                                                                                        |                                                                                        |                                                                                        |                                                              |                                                              |                                                                            |                                                                            |                                                                            |                                                                            |                                                                            |                                                                            |                                                       |                                                       |                                                       |                                                       |                                   |                                   |                                     |                                     |                                                            |                                                            |                                                                    |                                                                    |                                                                    |                                                                    |                                                                    |                                                                    |                                                 |                                                 |                                                          |                                                          |                                                          |                                                          |                                                          |                                                          |                      |                      |                           |                           |                           |                           |                                 |                                 |                                 |                                 |                                 |                                 |  |  |  |  |  |  |  |  |  |  |  |  |  |  |  |  |  |  |  |  |  |  |  |  |  |  |
|                             |                             |                             |                             | Sweyn II Estridsson re di Danimarca                                                    | Sweyn II Estridsson re di Danimarca                                                    | Sweyn II Estridsson re di Danimarca                                                    | Sweyn II Estridsson re di Danimarca                                                    | Sweyn II Estridsson re di Danimarca                                                    | Sweyn II Estridsson re di Danimarca                                                    |                                                              |                                                              |                                                                            |                                                                            |                                                                            |                                                                            | Elfwine                                                                    | Elfwine                                                                    | Elfwine                                               | Elfwine                                               | Elfwine                                               | Elfwine                                               |                                   |                                   |                                     |                                     |                                                            |                                                            |                                                                    |                                                                    |                                                                    |                                                                    |                                                                    |                                                                    |                                                 |                                                 |                                                          |                                                          |                                                          |                                                          |                                                          |                                                          |                      |                      | Beatrice I di Quedlinburg | Beatrice I di Quedlinburg | Beatrice I di Quedlinburg | Beatrice I di Quedlinburg | Beatrice I di Quedlinburg       | Beatrice I di Quedlinburg       |                                 |                                 |                                 |                                 |  |  |  |  |  |  |  |  |  |  |  |  |  |  |  |  |  |  |  |  |  |  |  |  |  |  |
|                             |                             |                             |                             | Sweyn II Estridsson re di Danimarca                                                    | Sweyn II Estridsson re di Danimarca                                                    | Sweyn II Estridsson re di Danimarca                                                    | Sweyn II Estridsson re di Danimarca                                                    | Sweyn II Estridsson re di Danimarca                                                    | Sweyn II Estridsson re di Danimarca                                                    |                                                              |                                                              |                                                                            |                                                                            |                                                                            |                                                                            | Elfwine                                                                    | Elfwine                                                                    | Elfwine                                               | Elfwine                                               | Elfwine                                               | Elfwine                                               |                                   |                                   |                                     |                                     |                                                            |                                                            |                                                                    |                                                                    |                                                                    |                                                                    |                                                                    |                                                                    |                                                 |                                                 |                                                          |                                                          |                                                          |                                                          |                                                          |                                                          |                      |                      | Beatrice I di Quedlinburg | Beatrice I di Quedlinburg | Beatrice I di Quedlinburg | Beatrice I di Quedlinburg | Beatrice I di Quedlinburg       | Beatrice I di Quedlinburg       |                                 |                                 |                                 |                                 |  |  |  |  |  |  |  |  |  |  |  |  |  |  |  |  |  |  |  |  |  |  |  |  |  |  |
|                             |                             |                             |                             | Dinastia degli Estridsen                                                               |                                                                                        |                                                                                        |                                                                                        |                                                                                        |                                                                                        |                                                              |                                                              |                                                                            |                                                                            |                                                                            |                                                                            |                                                                            |                                                                            |                                                       |                                                       |                                                       |                                                       |                                   |                                   |                                     |                                     |                                                            |                                                            |                                                                    |                                                                    |                                                                    |                                                                    |                                                                    |                                                                    |                                                 |                                                 |                                                          |                                                          |                                                          |                                                          |                                                          |                                                          |                      |                      |                           |                           |                           |                           |                                 |                                 |                                 |                                 |                                 |                                 |  |  |  |  |  |  |  |  |  |  |  |  |  |  |  |  |  |  |  |  |  |  |  |  |  |  |

Inoltre Emma di Normandia, sorella di Riccardo il Buono (nonno di Guglielmo il Conquistatore), in prime nozze si sposò con Etelredo l'Impreparato, da cui ebbe Edoardo il Confessore, mentre Thorgils Sprakalägg, padre di Ulf Thorgilsson, secondo alcune ricostruzioni storiche del XVIII secolo, era il figlio di Styrbjörn il Forte e di Tyri di Danimarca.

## Successione sul trono danese
La dinastia di Gorm regnò stabilmente sul trono danese, conquistando occasionalmente anche altri regni. Il periodo di massima espansione si ebbe con Canuto il Grande, il quale controllava buona parte della Scandinavia e l'Inghilterra. Causa delle continue guerre necessarie per mantenere il dominio, tale unione personale, nonché l'intera dinastia di Gorm, non sopravvisse oltre ai figli di Canuto.

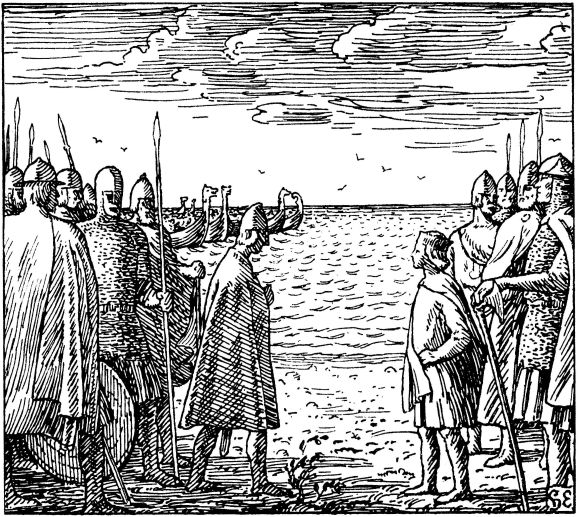
Canuto l'Ardito (a destra) incontra il padre Canuto il Grande (a sinistra), in un'illustrazione di Halfdan Egedius

| Nome                                                 | Ritratto | Nascita                                                                                            | Matrimoni                                                                             | Morte                                                    |
| ---------------------------------------------------- | -------- | -------------------------------------------------------------------------------------------------- | ------------------------------------------------------------------------------------- | -------------------------------------------------------- |
| Harthacnut (Hardeknud) 916/917 -?                    |          | ? supposto figlio o discendente di Sigurd "Serpente nell'Occhio"                                   |                                                                                       | ?                                                        |
| Gorm "il Vecchio" (Gorm den Gamle) circa 935(?)-963  |          | circa 900 figlio di Harthacnut                                                                     | Thyra quattro figli                                                                   | 963/964                                                  |
| Aroldo "Denteazzurro" (Harald Blåtand) 963/64–985/86 |          | 932 figlio di Gorm "il Vecchio" e di Thyra                                                         | Tova degli Obodriti gennaio 963 uno dei sei figli                                     | 1º novembre 985 Jomsborg età 53 anni                     |
| Sweyn "Barbaforcuta" (Svend Tveskæg) 986–1014        |          | 17 aprile 963 Danimarca figlio di Aroldo "Denteazzurro" e Tova degli Obodriti                      | (1 & 2) Gunhild di Venedia o Sigrid "la Superba" otto o più figli                     | 3 febbraio 1014 Gainsborough all'età di 50 anni          |
| Aroldo II di Danimarca 1014–1018                     |          | ? figlio primogenito di Sweyn "Barbaforcuta" e di Gunhild di Venedia o Sigrid "la Superba"         | non noti                                                                              | circa 1018                                               |
| Canuto il Grande (Knud den Store) 1018–1035          |          | 985/95 figlio più giovane di Sweyn "Barbaforcuta" e di Gunhild di Venedia o di Sigrid "la Superba" | (1) Ælfgifu di Northampton due figli (2) Emma di Normandia 2/31 luglio 1017 due figli | 12 novembre 1035 Shaftesbury all'età di circa 40-50 anni |
| Canuto "l'Ardito" (Hardeknud) 1035–1042              |          | circa 1020 Inghilterra figlio di Canuto il Grande ed Emma di Normandia                             | mai sposato                                                                           | 8 giugno 1042 Lambeth all'età di 21–22 anni              |

## Dinastia dei Munsö-Estridsen

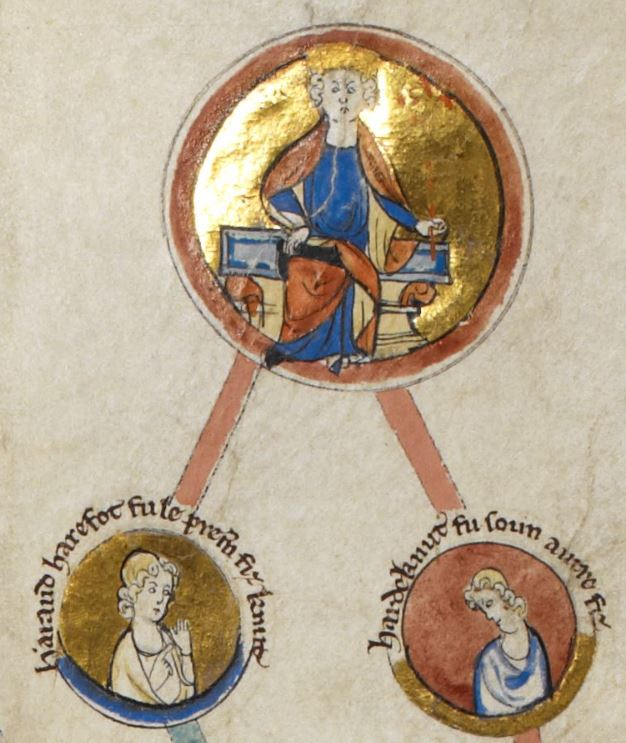
Canuto il Grande con due dei suoi figli, Aroldo I e Canuto II.

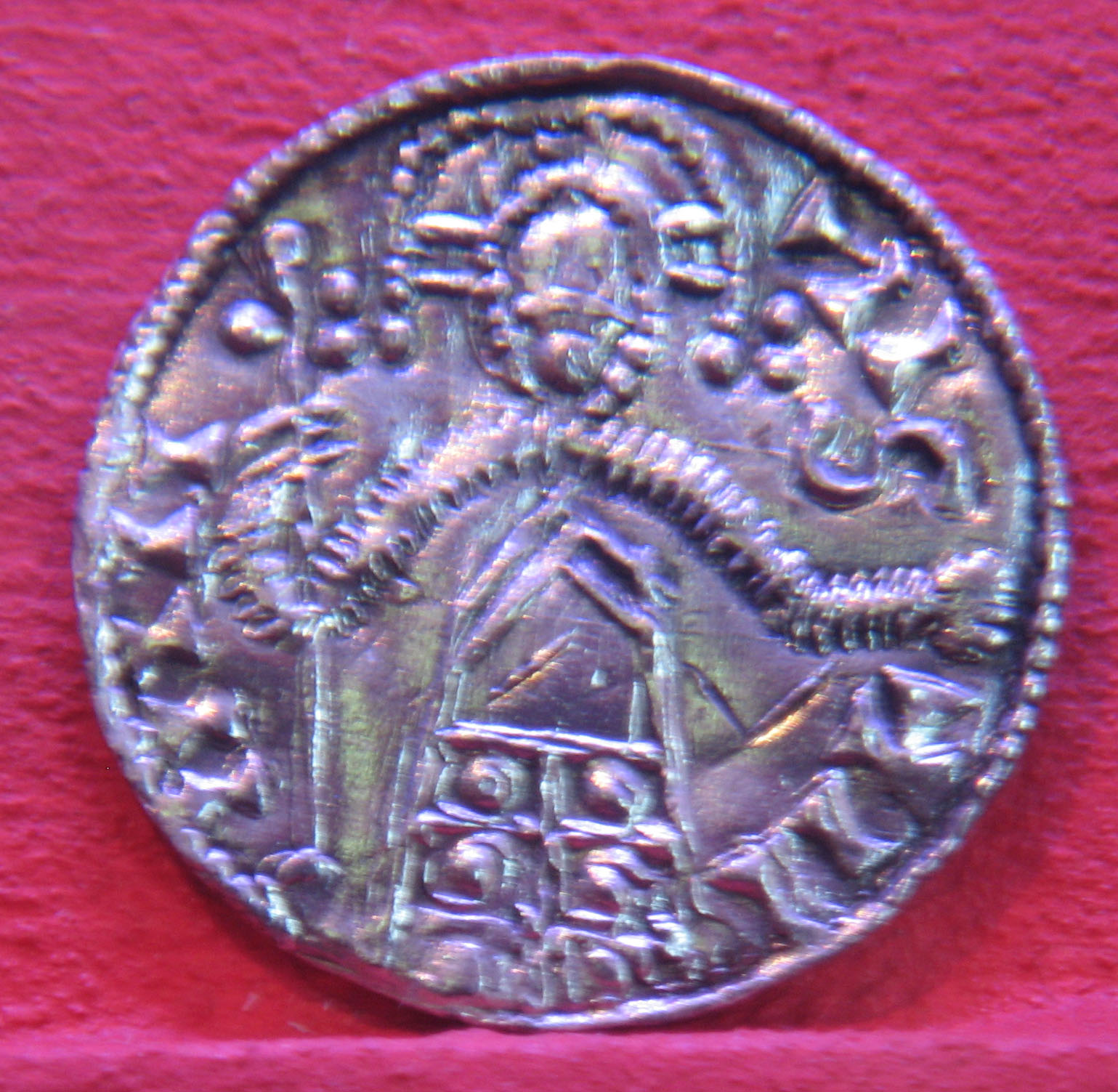
Moneta con l'effige di Sweyn II Estridson

Con la morte di Canuto il Grande e di tutti i suoi figli maschi (e con l'entrata in monastero del nipote Elfwine), il trono danese passò a Sweyn Estridson e discendenti, dando inizio al ramo cadetto della dinastia di Gorm detto "dinastia degli Estridsen" o di Munsö-Estridsen, in quanto in esso confluisce anche uno dei due rami cadetti della dinastia di Munsö.
I discendenti di Sweyn Estridson governarono la Danimarca dal 1047 al 1412, con delle interruzioni negli anni 1042–1047 ad opera di Magnus I di Norvegia, nel 1332–1340 ad opera della dominazione germanica e nel 1376–1387 ad opera di Olaf IV di Norvegia. 
Quest'ultimo casato si estinse definitivamente con la morte della regina Margherita I di Danimarca nel 1412.

I domini di Canuto il Grande